# 화해 (영화)
화해는 2015년 개봉한 김한결 감독의 단편 코미디 영화이다.

## 출연
- 김한나
- 송채윤
- 송민정

## 스토리
대학 시절 다투고 헤어진 선영과 나희가 2년 후 사회인이 되어 화해하기 위해 다시 만났다.
그런데 화해를 위해서 만났지만, 같은 사건을 두고 받은 상처의 깊이와 종류가 다름을 서로는 알게 되는데..